# Badminton na Letních olympijských hrách 1992
Badminton na Letních olympijských hrách 1992.

## Medailisté

### Muži
| Kategorie    | Zlato                                            | Stříbro                                       | Bronz                                       |
| ------------ | ------------------------------------------------ | --------------------------------------------- | ------------------------------------------- |
| dvouhra mužů | Indonésie (INA) · Alan Budikusuma                | Indonésie (INA) · Ardy Wiranata               | Dánsko (DEN) · Thomas Stuer-Lauridsen       |
| dvouhra mužů | Indonésie (INA) · Alan Budikusuma                | Indonésie (INA) · Ardy Wiranata               | Indonésie (INA) · Hermawan Susanto          |
| čtyřhra mužů | Jižní Korea (KOR) · Kim Moon-Soo · Park Joo-bong | Indonésie (INA) · Eddy Hartono · Rudy Gunawan | Čína (CHN) · Li Yongbo · Tian Bingyi        |
| čtyřhra mužů | Jižní Korea (KOR) · Kim Moon-Soo · Park Joo-bong | Indonésie (INA) · Eddy Hartono · Rudy Gunawan | Malajsie (MAS) · Razif Sidek · Jalani Sidek |

### Ženy
| Kategorie   | Zlato                                                | Stříbro                                 | Bronz                                            |
| ----------- | ---------------------------------------------------- | --------------------------------------- | ------------------------------------------------ |
| dvouhra žen | Indonésie (INA) · Susi Susanti                       | Jižní Korea (KOR) · Bang Soo-hyun       | Čína (CHN) · Huang Hua                           |
| dvouhra žen | Indonésie (INA) · Susi Susanti                       | Jižní Korea (KOR) · Bang Soo-hyun       | Čína (CHN) · Tang Jiuhong                        |
| čtyřhra žen | Jižní Korea (KOR) · Hwang Hye-young · Chung So-young | Čína (CHN) · Guan Weizhen · Nong Qunhua | Jižní Korea (KOR) · Gil Young-ah · Shim Eun-jung |
| čtyřhra žen | Jižní Korea (KOR) · Hwang Hye-young · Chung So-young | Čína (CHN) · Guan Weizhen · Nong Qunhua | Čína (CHN) · Lin Yan Fen · Yao Fen               |

## Přehled medailí
Oba semifinalisté získali bronzovou medaili.
| Pořadí | Země        | Zlato | Stříbro | Bronz | Celkově |
| ------ | ----------- | ----- | ------- | ----- | ------- |
| 1      | Indonésie   | 2     | 2       | 1     | 5       |
| 2      | Jižní Korea | 2     | 1       | 1     | 4       |
| 3      | Čína        | 0     | 1       | 4     | 5       |
| 4      | Dánsko      | 0     | 0       | 1     | 1       |
| 5      | Malajsie    | 0     | 0       | 1     | 1       |
| Celkem | Celkem      | 4     | 4       | 8     | 16      |